# Google SketchUp
Google SketchUp е компютърна програма за 3D моделиране за широк спектър от приложения предназначени за рисуване като архитектура, интериорен дизайн, ландшафтна архитектура, гражданско инженерство и машиностроене, дизайн на филми и видео игри. Предлага се като уеб-базирано приложение, SketchUp Free, и платена версия с допълнителна функционалност, SketchUp Pro. Преди е била налична и безплатна версия, SketchUp Make.